# QQ
Tencent QQ (o simplemente QQ), es un creciente servicio de software de mensajería instantánea y portal web desarrollado por la empresa tecnológica china Tencent. QQ ofrece servicios que proporcionan juegos en línea, música, compras, microblogging, películas y chat de voz. En marzo de 2023, había 597 millones de cuentas QQ activas mensualmente.

## Historia
Tencent QQ fue creado en China en febrero de 1999 y lanzado bajo el nombre de OICQ ("Open ICQ" en referencia al servicio de mensajería instantánea ICQ). Tras la amenaza de demandas por el desarrollador de ICQ, AOL, el nombre fue cambiado a "QQ"( Siendo la "Q" un parónimo de la palabra "cute" traducida del inglés a "bonito"). El software heredó funciones existentes de ICQ y características adicionales como skins de software, imágenes de personas y emoticonos QQ se lanzó por primera vez como un servicio de comunicaciones en tiempo real de "paginación en red".Más tarde se añadieron otras funciones, como salas de chat, juegos, avatares personales (similares a "Meego" en MSN), almacenamiento en línea y servicios de citas por Internet.
El cliente oficial funciona en Microsoft Windows y se lanzó una versión pública beta para Mac OS X versión 10.4.9 o posterior. Anteriormente, había dos versiones web, WebQQ (versión completa) y WebQQ Mini (versión Lite), que utilizaban Ajax. Sin embargo, el desarrollo, soporte y disponibilidad de WebQQ Mini se han interrumpido. El 31 de julio de 2008, Tencent lanzó un cliente oficial para Linux, pero no es compatible con la versión de Windows y no permite el chat de voz.
El 3 de julio de 2013 rompió el récord mundial de personas conectadas al mismo tiempo en mensajería instantánea con 210.212.085 de usuarios conectados.
En el 2018, QQ lanzó una nueva función llamada "QQ Watch", una aplicación pensada para padres que les permite monitorear la ubicación de sus hijos, hacer llamadas de emergencia y restringir el acceso a ciertas aplicaciones.
En 2020, se reportó que Tencent QQ tenía más de 700 millones de usuarios activos en todo el mundo, convirtiéndose en uno de los programas de mensajería instantánea más populares del mundo. La gran cantidad de usuarios activos ha posibilitado que la plataforma ofrezca un sinfín de funciones para mantener a los usuarios conectados.

### Membresías
En 2002, Tencent puso fin al registro gratuito de miembros, exigiendo a todos los nuevos miembros el pago de una cuota. En 2003, sin embargo, esta decisión se revirtió debido a la presión de otros servicios de mensajería instantánea como Windows Live Messenger y Sina UC. En la actualidad, Tencent ofrece un plan de afiliación premium, en el que los miembros premium disfrutan de funciones como QQ móvil, descargas de tonos de llamada y envío de SMS. Además, Tencent ofrece también niveles de membresías con diferentes servicios adicionales dependiendo del nivel. En la actualidad, hay siete planes diamante disponibles:
- Rojo, que ofrece un cambio de color en el nombre de usuario y otras habilidades superficiales.
- Amarillo, con este se puede obtener almacenamiento y decoraciones extra en el Qzone, un servicio de blog.
- Azul, proporciona habilidades especiales en los juegos de QQ.
- Púrpura, al igual que el azul proporciona habilidades adicionales en juegos como QQSpeed, QQNana y QQTang
- Rosado, ayuda adicional en el juego QQPet, en donde se cría a una mascota.
- Verde, que da la opción de usar el servicio QQMusic.
- Negro, da beneficios extras en el juego "Dungeon and Fighter", un videojuego beat 'em up multijugador para PC.
- VIP, da la oportunidad de quitar la publicidad en el programa de chat
- SVIP, da la oportunidad de quitar la publicidad en el programa de chat y además de esto ofrece emoticonos gratis, fondo de chat gratis, cómics de QQ gratis, etc.

## Críticas y controversias

### Disputa con Qihoo 360
En 2010, la compañía de antivirus china, Qihoo 360, hizo un análisis del protocolo de QQ y acusó a QQ de escanear los equipos de sus usuarios y cargar su información a sus servidores sin el permiso de los usuarios. Tencent respondió llamando a Qihoo 360 un malware y denegó el acceso a usuarios con Qihoo 360 instalado a algunos de sus servicios. El Ministro de Industria e Información chino los acusó de "Competencia impropia" y les ordenó que llegaran a un acuerdo.

### Espionaje Gubernamental
Algunos observadores han criticado el cumplimiento de QQ en la vigilancia y censura de Internet por parte del gobierno chino. Un informe de 2013 de Reporteros sin Fronteras mencionaba específicamente que QQ permitía a las autoridades vigilar las conversaciones en línea en busca de palabras clave o frases y rastrear a los participantes por su número de usuario.